# 鹿島ハイツスポーツプラザ野球場
鹿島ハイツスポーツプラザ野球場（かしまハイツスポーツプラザやきゅうじょう）は、鹿島ハイツスポーツプラザ内に設置されたサッカー・野球の兼用スタジアム。サッカーを行う際は、外野部分の人工芝を使用して行われるため、メインスタンドとなるバックネット裏からはやや距離がある。

## 歴史
同施設内では唯一の野球場として開設されたが、サッカー場の第6グラウンドとして使用されることも多い。

## 施設概要
ベース部分を除き、全面人工芝である。
- 内野:人工芝、外野:人工芝
- サッカー:1面、野球:1面
- 収容人数 2000人（座席数400・メインスタンドのみ固定座席、他は芝生席）
- 照明設備

## 交通アクセス
- 東関東自動車道潮来ICより
- JR鹿島神宮駅よりバスまたは車で10分